# John C. F. Tillson
John Charles Fremont Tillson III  (* 12. Februar 1915 in Fort Huachuca, Cochise County, Arizona; † 6. Juni 2001 in Augusta, Richmond County, Georgia) war ein Generalmajor der United States Army. Er war unter anderem Kommandeur der 25. Infanteriedivision.
In den Jahren 1934 bis 1938 durchlief er die United States Military Academy in West Point. Nach seiner Graduation wurde er als Leutnant der Kavallerie zugeteilt. In der Armee durchlief er anschließend alle Offiziersränge vom Leutnant bis zum Zwei-Sterne-General. Im Lauf seiner militärischen Karriere absolvierte Tillson unter anderem das United States Army War College (1955) und das Naval War College (1961).
In seinen jüngeren Jahren absolvierte er den für Offiziere in den niederen Rangstufen üblichen Dienst in verschiedenen Einheiten und Standorten. Seine erste Station war Fort Bliss, wo er in einer zur 1. Kavalleriedivision gehörenden Einheit diente.
Während des Zweiten Weltkriegs war er zunächst auf dem pazifischen Kriegsschauplatz eingesetzt, wo er unter anderem im Stab des 8. Kavallerieregiments diente. Später wurde er auf den zentral-europäischen Kriegsschauplatz versetzt, wo er dem Stab der 42. Infanteriedivision angehörte.
Nach dem Krieg war Tillson Bataillonskommandeur bei den amerikanischen Besatzungstruppen in Österreich. In den Jahren 1953 und 1954 war er in Deutschland stationiert, wo er das 2. Kavallerieregiment kommandierte, bei dem es sich trotz des Namens um eine Panzereinheit handelte. In der Folge studierte er am Army War College und diente im Stab des Pentagon. Im Jahr 1960 wurde er nach Südkorea versetzt, wo er Stabsoffizier beim dort stationierten I. Korps war.
Nach dem Studium am Naval War College und einigen anderen Verwendungen wurde Tillson ab 1966 im Vietnamkrieg eingesetzt. Zwischen März 1966 und März 1967 gehörte er dem Stab des Oberkommandos der US-Streitkräfte in Vietnam an. Anschließend übernahm er das Kommando über die die ebenfalls im Vietnamkrieg eingesetzte 25. Infanteriedivision. Dieses Kommando bekleidete er zwischen März und August 1967. Nach einem Bericht über den Kommandowechsel im August 1967 an Fillmore K. Mearns war Tillson damals als neuer Kommandeur der 1. Armee in Fort George G. Meade vorgesehen. Aus nicht überlieferten Gründen erhielt er dieses Kommando jedoch nicht.
Zwischen 1968 und 1971 kommandierte Tillson das US Army Training Center in Fort Gordon in Georgia. Anschließend ging er in den Ruhestand. Im Verlauf seiner militärischen Karriere wurde er unter anderem mit der Army Distinguished Service Medal ausgezeichnet.
Der mit Virginia Dean King (1916–2017) verheiratete Offizier starb am 6. Juni 2001 und wurde auf dem Friedhof des Westover Memorial Parks in Augusta in Georgia beigesetzt.